# Vison-marinho
O vison-marinho (Neogale macrodon) é uma espécie de vison recentemente extinta que vivia na costa leste da América do Norte, ao redor do Golfo do Maine, na costa da Nova Inglaterra. Era mais intimamente relacionado ao vison-americano (Neogale vison), com debates contínuos sobre se o vison-marinho deveria ou não ser considerado uma subespécie do vison-americano (como Neogale vison macrodon) ou uma espécie própria. A principal justificativa para uma designação de espécie separada é a diferença de tamanho entre os dois visons, mas outras distinções foram feitas, como sua pelagem mais vermelha. Os únicos vestígios conhecidos são fragmentos de ossos descobertos em sambaquis de nativos americanos. Seu tamanho real é especulativo, baseado principalmente em restos de dentes.
O vison-marinho foi descrito pela primeira vez em 1903, após sua extinção; informações sobre sua aparência externa e hábitos vêm de especulações e relatos feitos por comerciantes de peles e nativos americanos. Ele pode ter exibido comportamento semelhante ao do vison-americano, pois provavelmente mantinha territórios, era polígamo e tinha uma dieta semelhante, embora mais voltada para o mar. Provavelmente era encontrado na costa da Nova Inglaterra e nas Províncias Marítimas, embora seu alcance possa ter se estendido mais ao sul durante o último período glacial. Por outro lado, seu alcance pode ter sido restrito apenas à costa da Nova Inglaterra, especificamente ao Golfo do Maine, ou apenas às ilhas próximas. O maior dos visons, o vison-marinho, era mais desejado pelos comerciantes de peles e foi extinto no final do século XIX ou início do século XX.

## Taxonomia e etimologia

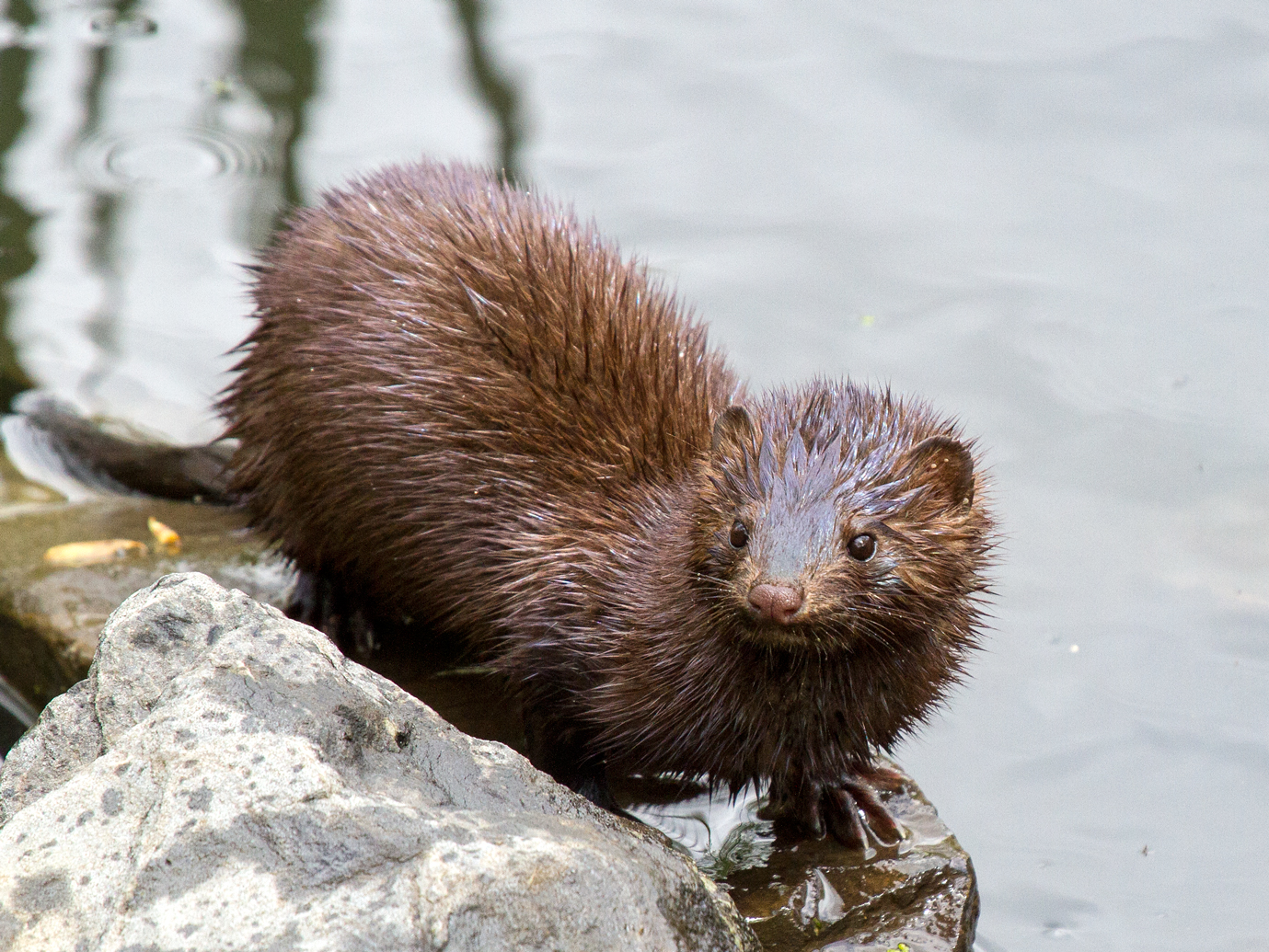
O vison-americano, Neogale vison, espécie considerada intimamente relacionada ao vison-marinho

O vison-marinho foi descrito pela primeira vez como Lutreola macrodon, distinto do vison-americano, por Daniel Webster Prentiss, um médico e ornitólogo, em 1903, depois de sua extinção. Prentiss baseou sua descrição em fragmentos de crânio recuperados de depósitos de conchas de nativos americanos na Nova Inglaterra. A maioria dos restos de visons-marinho, quase todos fragmentos de crânios, vieram de depósitos de conchas, mas um espécime completo nunca foi encontrado.
Houve um debate sobre se o vison-marinho era uma espécie própria ou outra subespécie do vison-americano. Aqueles que argumentam que o vison-marinho era uma subespécie geralmente se referem a ele como Neovison vison macrodon. Um estudo realizado em 1911 por Frederic Brewster Loomis, um paleontólogo dos Estados Unidos, concluiu que as diferenças entre o vison-americano e o vison-marinho eram muito pequenas para justificar a classificação deste último como uma espécie separada, e ele o chamou de Lutreola vison antiquus. Um estudo conduzido em 2000 por Mead et al. refutou Loomis ao afirmar que o intervalo de tamanho do maior espécime do vison-marinho era maior do que o do vison-americano, tornando-o assim uma espécie separada. Mas um estudo de 2001 feito por Graham concluiu que essa diferença de tamanho não era evidência suficiente para classificar o vison-marinho como uma espécie própria e que ele deveria ser considerado uma subespécie. Graham supôs que a diferença de tamanho era causada por fatores ambientais. Além disso, Graham relatou que Mead presumiu que os espécimes menores de vison eram o vison-americano, e os espécimes maiores de vison fora do alcance do vison-americano eram visons-marinhos; este pode ter sido um caso de dimorfismo sexual em que todos os espécimes eram visons-marinhos, sendo os maiores machos e os menores fêmeas. Um estudo de 2007 comparou a composição dentária do vison-marinho com a do vison-americano e concluiu que eles eram distintos o suficiente para serem considerados duas espécies distintas.
A taxonomia dos visons foi revisada em 2000, resultando na formação de um novo gênero, Neovison, que inclui apenas o vison-marinho e o vison-americano. Anteriormente, ambos os visons eram classificados no gênero Mustela. O nome da espécie, macrodon, significa “dentes grandes”. De acordo com Richard Manville, um naturalista que afirma que o vison-marinho não é uma espécie separada, seu parente mais próximo é o vison comum (N. e. vison), que também habita a área da Nova Inglaterra. Um estudo de 2021 sobre doninhas do Novo Mundo descobriu que o vison-marinho, junto com outras quatro espécies existentes, deveria ser classificado em um novo gênero, Neogale.
Os comerciantes de peles que o caçavam deram ao vison-marinho vários nomes, incluindo marta-d'água, lontra-vermelha e gato-pescador (em inglês: water marten, red otter e fisher cat, respectivamente). Provavelmente, a primeira descrição desta espécie foi feita por Sir Humphrey Gilbert no final dos anos 1500 como "um peixe parecido com um galgo", uma referência à sua afinidade pelo mar e ao formato do seu corpo e andar, que eram aparentemente semelhantes aos de um galgo. É possível que o pescador (Pekania pennanti) tenha recebido esse nome por ter sido erroneamente identificado como o vison-marinho, que também era conhecido como pescador (em inglês: fisher) pelos comerciantes de peles. O povo Abenaki referia-se a ele como "mousebeysoo", que significa "coisa molhada". Foi denominado "vison-marinho" porque era sempre encontrado perto da costa pelos comerciantes de peles e, posteriormente, o vison-americano passou a ser frequentemente chamado de "vison da floresta".

## Distribuição
O vison-marinho era um mamífero marinho que vivia nas costas rochosas da Nova Inglaterra e nas províncias marítimas mais ao sul até ser caçado até a extinção no final do século XIX ou início do século XX. A maioria dos restos de visons-marinhos foram desenterrados na costa do Maine. Embora se especule que eles tenham habitado Connecticut e Rhode Island em algum momento, eles eram comumente capturados ao longo da costa da Baía de Fundy (no Golfo do Maine), e diz-se que eles existiam anteriormente na costa sudoeste da Nova Escócia. Houve relatos de peles de vison invulgarmente grandes sendo recolhidas regularmente na Nova Escócia. Os ossos de um espécime desenterrado em Middleboro, Massachusetts, foram datados em cerca de 4.300±300 anos, a 19 quilômetros da água salgada. O vison-marinho pode ter chegado àquela área viajando pelos rios ou pode ter sido trazido para lá pelos nativos americanos. O último é o mais provável, já que nenhum outro vestígio de vison foi descoberto entre a Baía de Casco, no Maine, e o sudeste de Massachusetts. Ossos de vison-marinho foram descobertos no Canadá, embora possam ter sido trazidos para lá por nativos americanos do Golfo do Maine. As costas acidentadas da região de Down East, no Maine, podem ter constituído uma barreira ao norte, limitando seu alcance. Mead concluiu que apenas visons-americanos habitavam o continente e que os visons-marinhos estavam restritos às ilhas ao longo da costa. Se for esse o caso, então todos os restos encontrados no continente foram transportados para lá. Graham desafiou essa hipótese, afirmando que é improvável que todos os espécimes de vison-marinho sejam originários da mesma população.
Durante o último período glacial, que terminou há 12 mil anos, o alcance do vison-marinho pode ter se estendido ao sul do Golfo do Maine, onde ele talvez tenha evoluído, já que, na época, a região era coberta por geleiras. No entanto, o espécime mais antigo conhecido data de apenas 5 mil anos, o que pode ser resultado do aumento do nível do mar — restos mais antigos de visons-marinhos podem estar submersos. Alternativamente, o vison-marinho pode ter evoluído após o último período glacial, ocupando um novo nicho ecológico.

## Descrição

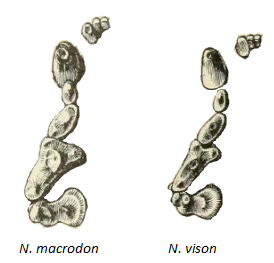
Dentição da mandíbula superior do vison-marinho (esquerda) e do vison-americano (direita)

Como o vison-marinho só foi descrito por restos fragmentários, sua aparência e comportamento não são bem documentados. Seus parentes, bem como descrições de comerciantes de peles e nativos americanos, dão uma ideia geral da aparência deste animal e de seus papéis ecológicos. Relatos de nativos americanos nas regiões da Nova Inglaterra/Atlântico Canadense relataram que o vison-marinho tinha um corpo mais gordo que o vison-americano. O vison-marinho exalava um odor característico de peixe e possuía uma pelagem considerada mais espessa e avermelhada do que a do vison-americano. Acredita-se que o naturalista Joseph Banks encontrou este animal em 1776 no Estreito de Belle Isle, e o descreveu como sendo ligeiramente maior que uma raposa, com pernas longas e uma cauda longa e afilada na ponta, semelhante a um galgo.
O vison-marinho era o maior dos visons. Como existem apenas restos esqueléticos fragmentários deste animal, a maioria de suas medições externas são especulativas e dependem apenas de medições dentárias. Em 1929, Ernest Thompson Seton, um artista da vida selvagem, concluiu que suas dimensões prováveis eram de 91,4 centímetros da cabeça à cauda, com a cauda medindo 25,4 centímetros. Um possível espécime de vison-marinho montado coletado em 1894 em Connecticut media 72 centímetros da cabeça à cauda com uma cauda de 25,4 centímetros de comprimento; um estudo de 1966 descobriu que este era um grande vison-americano ou possivelmente um híbrido. O espécime foi descrito como tendo pelo áspero, de cor castanho-avermelhada, embora grande parte dele provavelmente estivesse desbotada pela idade. Era mais escuro na cauda e nos membros posteriores, com mancha branca de 5 por 1,5 centímetros entre os antebraços. Havia também manchas brancas no antebraço esquerdo e na região da virilha.
O espécime tipo foi coletado por Prentiss e Frederick True, em 1897 em Brooklin, Maine, cujos restos consistem em uma maxila, partes do osso nasal e o palato. Os dentes estão todos presentes no lado direito do palato, e o lado esquerdo é composto pelos incisivos e um pré-molar. Além de um canino lascado, todos os dentes estão em boas condições. O espécime é aparentemente maior que o vison do Alasca (N. e. nesolestes), pois a distância média entre o último incisivo e o primeiro molar é de 2,8 centímetro no vison do Alasca, enquanto essa distância é de 3 centímetros no espécime tipo. O osso nasal apresenta uma elevação mais acentuada, e os dentes carnassiais formam um ângulo mais agudo com as gengivas do que os do vison comum (N. e. vison).
Esses visons eram grandes e fortemente constituídos, com uma crista sagital baixa e processos pós-orbitais curtos e largos (projeções no osso frontal atrás das órbitas oculares). A característica mais notável do crânio era o seu tamanho, pois era claramente maior do que o de outras espécies de visons, tendo um rostro largo, grandes aberturas nasais, grandes forames antorbitais (aberturas no crânio na frente da órbita ocular) e dentes grandes. Seu grande tamanho provavelmente se deve ao seu ambiente costeiro, já que a maior subespécie existente de vison-americano, o vison do Alasca (N. e. nesolestes), habita o Arquipélago de Alexander, no Alasca, uma área com habitat semelhante ao Golfo do Maine. Mead, concluindo que o vison estava restrito às ilhas costeiras, sugeriu que o grande tamanho era devido ao gigantismo insular. Como quase todos os membros da subfamília Mustelinae apresentam dimorfismo sexual, os visons-marinhos machos provavelmente eram maiores que as fêmeas. Os dentes carnassiais mais largos e as lâminas carnassiais mais desgastadas do vison-marinho sugerem que eles esmagavam conchas duras com mais frequência do que os dentes do vison-americano.

## Comportamento

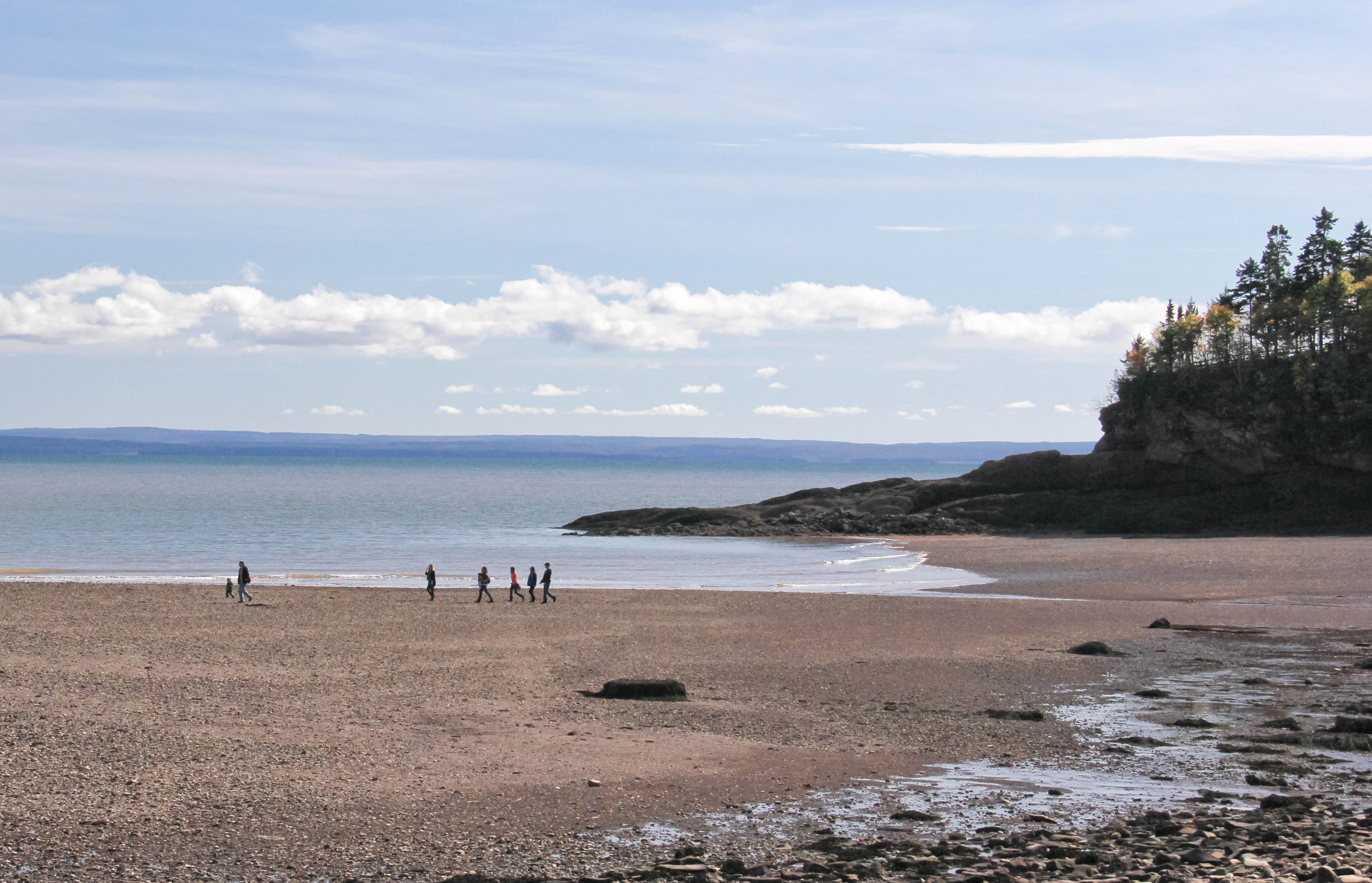
O vison-marinho era um predador intermareal do Golfo do Maine.

Embora não seja uma espécie verdadeiramente marinha, estando confinada às águas costeiras, o vison-marinho era invulgarmente aquático em comparação com outros membros de Musteloidea, sendo, a seguir às lontras, o membro mais aquático do táxon. Como as espécies de mamíferos marinhos geralmente desempenham um papel importante em seus ecossistemas, o vison-marinho pode ter sido um importante predador da zona entremarés. Pode ter tido uma dieta semelhante à do vison-americano, consumindo aves marinhas, ovos de aves marinhas e invertebrados marinhos de corpo duro, embora em proporções maiores. Sua dieta baseada em frutos do mar pode ter aumentado seu tamanho. Restos de sapos-escorpiões e de fanecas-do-oceano eram os mais comuns em torno de suas tocas, e também foi relatado que caracóis-de-jardim faziam parte de sua dieta.
Segundo os comerciantes de peles, o vison-marinho era noturno e residia em cavernas e fendas nas rochas durante o dia. Diz-se que ele fazia uma toca com duas entradas nas rochas empilhadas pelas ondas. Assim como outros visons, os visons-marinhos individuais podem ter mantido áreas de distribuição e, como os machos eram maiores e precisavam de mais comida, eles teriam maiores reivindicações territoriais. Da mesma forma, seu tamanho maior pode ter permitido que os machos caçassem presas maiores que as fêmeas, e eles podem ter tido que defender as fêmeas durante as temporadas de acasalamento. Como outras doninhas, o vison-marinho era provavelmente polígino, com ambos os sexos acasalando com vários indivíduos. Devido à sobreposição das áreas de distribuição do vison-americano e do vison-marinho, é possível que eles tenham hibridizado entre si.

## Exploração e extinção

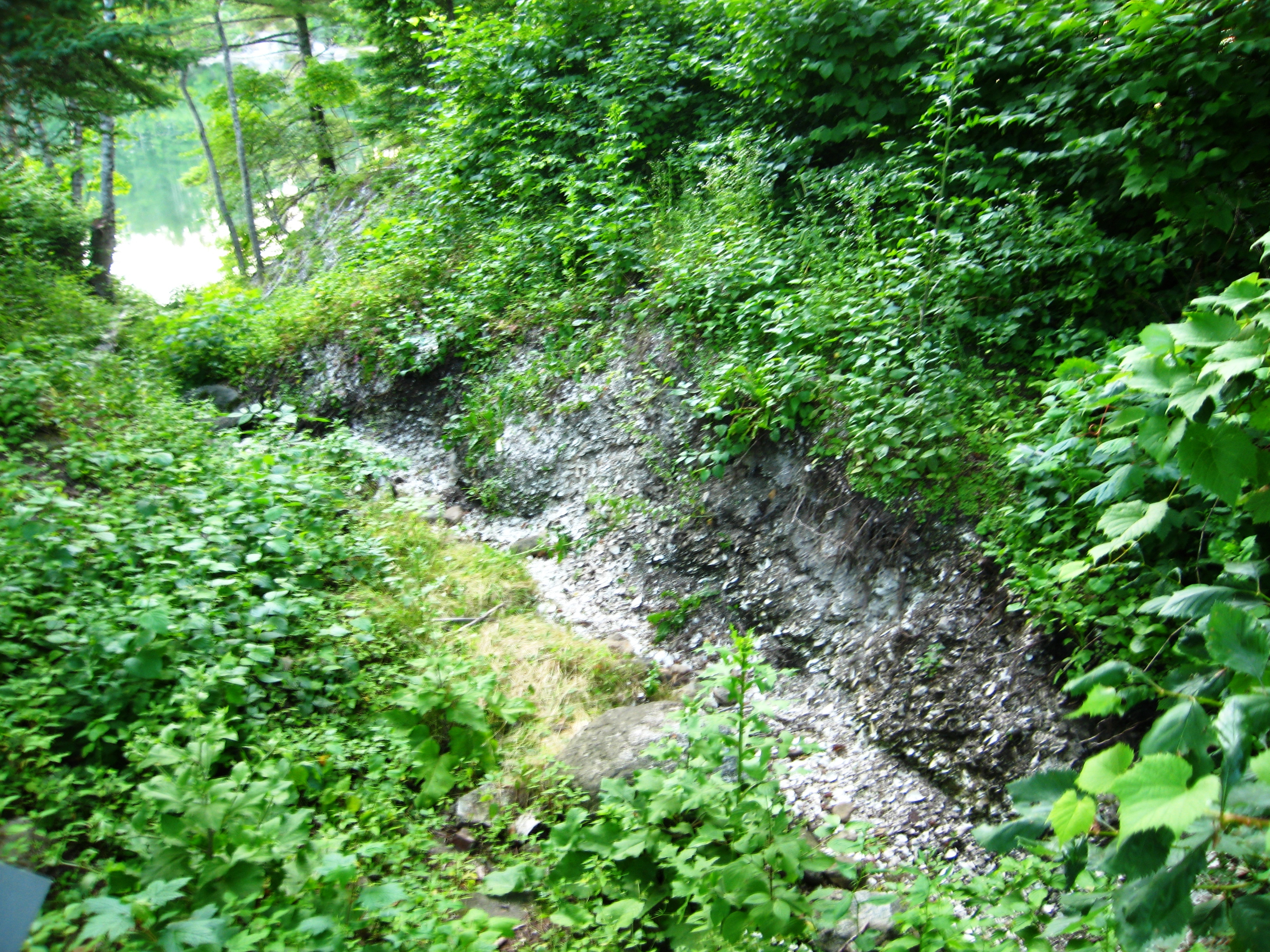
Um monte de conchas no Maine

O vison-marinho era procurado por comerciantes de peles devido ao seu grande tamanho; isso o tornava mais desejável do que outras espécies de vison mais para o interior. O comércio desregulado de peles acabou por levar à sua extinção, que se pensa ter ocorrido entre 1860 e 1920. O vison-marinho raramente foi avistado depois de 1860. As duas últimas mortes registradas de um vison-marinho foram feitas no Maine em 1880 perto de Jonesport, Maine, e na Ilha Campobello, New Brunswick, em 1894, embora se especule que a morte de 1894 seja de grandes visons-americanos. Os comerciantes de peles faziam armadilhas para capturar visons-marinhos e também os perseguiam com cães, embora raramente fossem capturados. Se um vison-marinho escapasse para um pequeno buraco nas saliências rochosas, ele era escavado pelos caçadores usando pás e pés-de-cabra. Se estivesse fora do alcance dos caçadores, era abatido e recuperado usando uma barra de ferro com um parafuso na extremidade. Se estava escondido, era fumado e sufocado. O comportamento noturno dos visons pode ter sido causado pela pressão dos comerciantes de peles que os caçavam durante o dia.
Como os restos de caixas cranianas encontradas em depósitos de conchas estão quebrados e muitos dos ossos encontrados apresentam marcas de corte, presume-se que o vison-marinho era caçado pelos nativos americanos para alimentação e possivelmente para fins de troca e cerimoniais. Um estudo que analisou os restos mortais em depósitos de conchas na Baía de Penobscot relatou que os crânios de visons-marinhos estavam intactos, mais do que os de outros animais encontrados, o que implica que foram colocados especificamente ali. Os machos eram coletados com mais frequência do que as fêmeas.